# 風 (はしだのりひこの曲)
「風」（かぜ）は、日本のフォークソング・グループであるはしだのりひことシューベルツが、1969年（昭和44年）1月に発表した楽曲である。

## 解説
本曲は、ザ・フォーク・クルセダーズのメンバーであった端田宣彦が、1968年にフォークルが解散するのに合わせて杉田二郎らと結成した『はしだのりひことシューベルツ』の初のオリジナル曲として製作され、フォークル解散コンサートやその後のコンサートでの演奏を経て1969年、デビューシングルとして東芝音楽工業から発売された。
端田の盟友である北山修が作詩、端田が作曲を担当、累計で80万枚（113万枚とも）を売る大ヒットとなった。
本曲では端田が1番、井上博が2番のリードボーカルを担当、間奏の口笛は杉田二郎によるものである。
また本曲ではしだのりひことシューベルツは、1969年末のTBSテレビ系列「第11回日本レコード大賞」で新人賞を獲得した（最優秀新人賞の受賞者はピーター『夜と朝のあいだに』）。
端田は2017年12月に死去したが、その端田が生前最後に公の場で作詩の北山、元シューベルツの杉田と一緒に歌唱したのもこの『風』であった。
端田の葬儀・告別式（2017年12月6日）では、杉田の音頭で約600人の参列者が本曲を合唱した。葬儀に参列できなかった北山は、当日流された映像メッセージにて本曲の歌詞を朗読した。

## 収録曲

### SIDE A
1. 風 –  (3:29)
  - 作詩：北山修、作曲：端田宣彦[注釈 1]、編曲：青木望

### SIDE B
1. 何もいわずに –  (3:28)
  - 作詩：シューベルツ、作曲：杉田二郎、編曲：ありたあきら[注釈 2]

## 主なカバー
- 奥村チヨ 1969年　アルバム　『あなたとチヨと…』
- 美空ひばり
- 都はるみ 1969年　アルバム　『恋の奴隷』
- 筒美京平 1969年 アルバム『ヒット・ピアノ・タッチ』収録 インストゥルメンタル（ピアノ）
- 小柳ルミ子 1973年アルバム
- チューインガム 1973年 アルバム『逃げた小鳥／赤い風船』
- キャンディーズ 1974年 アルバム『なみだの季節』収録
- チェルシア・チャン 1975年 英題『Little Bird』英語詞H. Ebert[7]
- 岩崎宏美 1976年 アルバム『ロマンティック・コンサート』収録
- 宗次郎 1992年 アルバム『風人』収録 インストゥルメンタル（オカリナ） コミュニティFMのFMえどがわの音楽番組『あの日が再び舞い降りて』のテーマ曲。
- 平川地一丁目 2004年 シングル『きっとサンタが』カップリング ポッカ「じっくりコトコト煮込んだスープ」CM挿入歌
- セーンジャー 2006年 アルバム『モンゴルの蒼い風』収録 インストゥルメンタル（馬頭琴）
- プリシラ・アーン 2013年 『風 ～KAZE～』日本語カバー 東海テレビ「モメる門には福きたる」挿入歌[8]
- 桑田佳祐 2014年発売のDVD・Blu-ray『昭和八十八年度! 第二回ひとり紅白歌合戦』に収録。
- 高畑充希 2014年 アルバム『PLAY LIST』収録
- 山田姉妹 2017年 アルバム『あなた 〜よみがえる青春のメロディー』収録
- きたやまおさむ、坂崎幸之助 2017年10月 アルバム『ふり向けば、風』収録

## 映画での使用
2010年公開のアニメ映画『カラフル』では、本作のインストゥルメンタルが劇中で使用されている。